# Кіньоло-д'Ізола
Кіньоло-д'Ізола (італ. Chignolo d'Isola) — муніципалітет в Італії, у регіоні Ломбардія,  провінція Бергамо.
Кіньоло-д'Ізола розташоване на відстані близько 490 км на північний захід від Рима, 35 км на північний схід від Мілана, 12 км на захід від Бергамо.
Населення — 3333 особи (2014).
Щорічний фестиваль відбувається 29 червня. Покровитель — святий Петро.

## Демографія
Населення за роками:

Станом на 1 січня 2023 року в муніципалітеті офіційно проживало 330 іноземців з 41 країни, серед них 71 громадянин країн Євросоюзу та 8 громадян України.

## Сусідні муніципалітети
- Бонате-Сопра
- Бонате-Сотто
- Боттануко
- Мадоне
- Медолаго
- Суїзіо
- Терно-д'Ізола